# Gran Sinagoga de Edirne
La Gran sinagoga de Edirne (en turco, Edirne Büyük Sinagoğu) es una sinagoga de la ciudad turca de Edirne. Es el lugar de culto judío más grande de Turquía y la tercera sinagoga más grande de Europa. Fue diseñada en estilo neomorisco para el uso de la comunidad sefardí de la ciudad, y restaurado por las autoridades en 2015 tras décadas de abandono.

## Historia y Arquitectura
En 1905 se produjo un gran incendio que se saldó con la quema de más de 1500 edificios, incluyendo algunas sinagogas de la ciudad, afectando a la próspera comunidad judía local de 20.000 personas. En 1906, contando con la autorización las autoridades otomanas, y hasta con un edicto especial del sultán Abdul Hamid II, comenzó la construcción de una nueva sinagoga en el barrio de Suriçi (Ciudadela), en el lugar donde antes se erigían dos sinagogas, una de ellas la sinagoga mayor.
El diseño de la obra se encargó al arquitecto francés France Depré y el estilo elegido fue el del sefardí Leopoldstädter Tempel, en Viena. Tras invertir las autoridades turcas unas 1200 monedas de oro, la inauguración del templo, con aforo de unas 1200 personas, tuvo lugar en abril de 1909, durante las festivas celebraciones de Pésaj.
En 1983, la Gran Sinagoga de Edirne se quedó sin fieles, tras un largo proceso de emigración de la comunidad judía local, sobre todo hacia Israel, Europa y Norteamérica. Habiendo sido abandonado a su suerte durante largos años, el templo entró bajo protección las autoridades turcas en 1995.

## Actualidad
En 2014 la Institución de Fundadores turca (Vakıflar Genel Müdürlüğü) encargó la restauración del edificio, con un coste de 2,5 millones de dólares. El renovado templo fue inaugurado en marzo de 2015 con el primer oficio religioso en 46 años. Un gran público, incluidos miembros destacados de la comunidad judía turca y políticos, atendieron la inauguración celebrada con el rezo matutino de la Shajarit, entre ellos el líder de las comunidades judías en Turquía, Ishak Ibrahimzadeh, el gran rabino de Turquía, Hakham Bashi, y el vice primer ministro turco, Bülent Arınç. El oficio fue supervisado por David Azuz, el rabino que vio cerrar la sinagoga décadas antes. El municipio de Edirne encargó un cartel, colgado en la calle donde está situada la sinagoga, con la oración "Bienvenidos a vuestra casa, viejos vecinos".
En mayo de 2016, Güneş Mitrani, hija de una de las pocas familias judías que aún quedan en la ciudad, se casó con un judío estambulense en lo que llegó a ser la primera boda celebrada en la Gran Sinagoga desde 1975. Durante la ceremonia, dos hazanim recitaron una oración tradicional que data de la llegada de los judíos sefardíes a Estambul en el siglo XV después de su expulsión de España. La plegaria, una expresión de agradecimiento hacia los sultanes otomanos que ofrecieron refugio a la comunidad, fue recitada en nombre del actual presidente turco Recep Tayyip Erdoğan.